# Список государств и зависимых территорий Южной Америки

Южная Америка на карте мира

Южная Америка —  вместе с Северной Америкой составляющий часть света Америка.
В Южной Америке расположено 12 государств и 3 зависимые территории. 
При этом только два государства являются внутриконтинентальными, а две зависимые территории — островными.
Крупнейшая страна Южной Америки — Бразилия, самая маленькая по площади — Суринам.

## Государства
Алфавитный список стран Южной Америки с указанием их столиц, официальных языков, валют, площади, населения (оценка на 2023 год) и ВВП (оценка на 2021 год), а также изображениями их флагов и положения на карте.
| Название (Оригинальное название)                | Столица       | Язык                                             | Площадь, км² Место в мире | Население, чел. Плотность, чел./км² | ВВПппс, млрд $ ВВП на душу населения, $ |  |
| ----------------------------------------------- | ------------- | ------------------------------------------------ | ------------------------- | ----------------------------------- | --------------------------------------- |  |
| Аргентина (Аргенти́нская Респу́блика)             | Буэнос-Айрес  | испанский                                        | 2 780 4008                | 46 621 84716,8                      | 98621500                                |  |
| Боливия (Многонациона́льное Госуда́рство Боли́вия) | Ла-Пас, Сукре | испанский, кечуа, аймара, гуарани и ещё 33 языка | 1 098 58127               | 12 186 07911,1                      | 97,38100                                |  |
| Бразилия (Федерати́вная Респу́блика Брази́лия)     | Бразилиа      | португальский                                    | 8 515 7705                | 218 689 75725,7                     | 312814600                               |  |
| Венесуэла (Боливариа́нская Респу́блика Венесуэ́ла) | Каракас       | испанский                                        | 912 05032                 | 30 518 26033,5                      | 2697704                                 |  |
| Гайана (Кооперати́вная Респу́блика Гайа́на)        | Джорджтаун    | английский                                       | 214 96985                 | 791 7393,7                          | 17,621900                               |  |
| Колумбия (Респу́блика Колу́мбия)                  | Богота        | испанский                                        | 1 138 91025               | 49 336 45443,3                      | 75514600                                |  |
| Парагвай (Респу́блика Парагва́й)                  | Асунсьон      | испанский, гуарани                               | 406 75258                 | 7 439 86318,3                       | 91,813700                               |  |
| Перу (Респу́блика Перу́)                          | Лима          | испанский, кечуа, аймара                         | 1 285 21619               | 32 440 17225,2                      | 42212500                                |  |
| Суринам (Респу́блика Сурина́м)                    | Парамарибо    | нидерландский                                    | 163 82090                 | 639 7593,9                          | 9,114800                                |  |
| Уругвай (Восто́чная Респу́блика Уругва́й)          | Монтевидео    | испанский                                        | 176 21588                 | 3 416 26419,4                       | 78,122800                               |  |
| Чили (Респу́блика Чи́ли)                          | Сантьяго      | испанский                                        | 756 10237                 | 18 549 45724,5                      | 49625400                                |  |
| Эквадор (Респу́блика Эквадо́р)                    | Кито          | испанский                                        | 283 56173                 | 17 483 32661,7                      | 19010700                                |  |

## Зависимые территории
| Название (Официальное название)          | Столица           | Язык        | Площадь, км² | Население, чел. Плотность, чел./км² | Государство    |
| ---------------------------------------- | ----------------- | ----------- | ------------ | ----------------------------------- | -------------- |
| Французская Гвиана                       | Кайенна           | французский | 91000        | 296,7112,6                          | Франция        |
| Фолклендские (Мальвинские) острова       | Порт-Стэнли       | английский  | 12 173       | 36620,30                            | Великобритания |
| Южная Георгия и Южные Сандвичевы острова | Кинг-Эдуард-Пойнт | английский  | 3 903        | 0                                   | Великобритания |

Южная Георгия и Южные Сандвичевы острова считаются частью Антарктики.